# Chimaltitán (kommun)
Chimaltitán är en kommun i Mexiko.   Den ligger i delstaten Jalisco, i den centrala delen av landet, 500 km nordväst om huvudstaden Mexico City. Antalet invånare är 3 382. Arean är 970 kvadratkilometer.
Terrängen i Chimaltitán är bergig västerut, men österut är den kuperad.